# May Grethe Lerum
May Grethe Lerum (ur. 5 maja 1965 w Sogn) – norweska pisarka.
Napisała wiele nowel i biografii, przez sześć lat była dziennikarką. Zasłynęła jako autorka Sagi Córy Życia oraz wydawanej wciąż sagi Puchar Boga Słońca.